# Pierre de Louvicou
Pierre André Paul de Louvicou, né le 20 octobre 1720, est un homme politique marseillais. Il est maire de Marseille de 1781 à 1784.

## Biographie

### Jeunesse et études
Pierre André de Louvicou naît le 20 octobre 1720. Il est chevalier, seigneur de la Madelaine. Il est chevalier de l'ordre royal et militaire de Saint-Louis. 

### Parcours professionnel
Il a 32 ans de services dans l'artillerie, de mars 1745 au 21 avril 1777, soit sept campagnes au total. Il est capitaine en premier au corps royal d'artillerie.

### Parcours politique
Il est élu maire de Marseille en 1781. 
Il aurait le premier envisagé la création d’une école supérieure de commerce, afin de former la bourgeoisie commerçante de la ville. Il fait lancer par l’Académie de Marseille un « plan d’éducation publique le plus convenable à Marseille, considérée comme ville maritime et commerçante. Le projet n'aboutit pas car « les ouvrages soumis au concours ne répondirent pas [...] à l'attente de l'Académie et de la municipalité; la question fut remise à l'étude et puis survint la Révolution, qui emporta, dans sa marche, tous les projets de nos édiles et de leurs savants et patriotiques auxiliaires ».
Poursuivant les travaux urbanistiques de ses prédécesseurs, il fait paver plusieurs rues de Marseille, dont la rue Saint-Ferréol.